# Щит (роман)
«Щит» (англ. Shield) (другие названия: «Кокон», «Барьер») — фантастический роман американского писателя Пола Андерсона. Впервые опубликован по частям в журнале Fantastic Stories of Imagination в 1962 году. Первая часть опубликована в июньском номере, вторая — в июльском. Роман опубликован полностью в 1963 году издательством Berkley Medallion.

## Сюжет
События романа происходят в будущем Земли. После Ядерного обмена мир попадает под гегемонию США. Согласно доктрине Норриса остальным странам запрещено иметь вооружённые силы, ядерное оружие, развязывать агрессивные войны. Территориальные споры решаются по доброму согласию с одобрения США. Тем не менее, остальные страны, в частности, материковый Китай, тайно вооружаются. США отправляют экспедицию на корабле «Франц Боас» на Марс. Земляне, работая совместно с марсианскими учёными, разрабатывают источник «потенциального барьера» — защитного силового поля — и с успехом его применяют. Поле неуязвимо для проникновения тел с определённой скоростью (в частности от огнестрельного оружия), но в перспективе можно создать более мощные генераторы, защищающие от ядерного или лазерного оружия.
По возвращении «Франца Боаса» военная контрразведка США (ВК) и китайская агентура узнают о сделанном открытии и устраивают охоту на астронавтов. ВК арестовывает всех астронавтов, кроме молодого Питера Коскинена, который разработал устройство вместе с марсианами и захватил с собой единственный образец. Китайцы подстраивают хитрую ловушку и захватывают летящий в стратосфере флаер с агентами ВК и Коскиненом. Агенты собираются выполнить тайный приказ и убить Коскинена, но тот разоружает агентов и прыгает за борт флаера. Ему удаётся надеть на себя и включить генератор. Приземлившись в трущобах, Коскинен попадает в плен к правителю Кратера Зиггеру. Под прицелом лазерной винтовки Коскинен сдаётся и отдаёт генератор Зиггеру, который собирается наладить выпуск подобных устройств. Однако китайское подполье в США, собрав всех людей и оружие, нападает на Кратер. Вивьен Кордейро («карманный учёный» Зиггера) помогает Коскинену бежать из Кратера. Коскинен выходит на связь с директором ВК Маркусом, но после того как арестованный бортинженер Карл Холмбоу приказывает ему по-марсиански «уходить как можно быстрее и дальше», продолжает бегство. Герои находят укрытие в доме председателя «Дженерал атомик» Натана Абрамса, отца товарища Коскинена по полёту.
Понимая, что дом Абрамса является ненадёжным убежищем, его секретарь Ян Трембецкий выходит на связь с лидером подпольной группой эгалитарианцев Карсоном Ганоуэем, обещая ему помощь в свержении Маркуса в обмен на убежище. Однако это решение оказывается страшной ошибкой — оказывается, лидеры эгалитарианцев изначально поставили своей целью насильственное свержение правительства США и после отказа героев сотрудничать собираются подвергнуть их пыткам. Трембецкий, жертвуя собой, приказывает Коскинену расширить поле, которое буквально размазывает заговорщиков по стенам. Коскинен и Вивьен достигают одной из вилл Зиггера, возводят на её заднем дворе своеобразную крепость и выдерживают там осаду подоспевших сил ВК. После провала переговоров Маркус пытается взорвать ядерную бомбу, но прибывший отряд армейского спецназа уничтожает агентов ВК и самого Маркуса. Коскинен уже успел обзвонить массу абонентов и передать им устройство генератора, так что властям приходится смириться со свершившимся.